# Дукати
Дукати Мотор Холдинг (на италиански: Ducati Motor Holding) е частен италиански производител на мотоциклети, чиято централа се намира в град Болоня, Италия.
Дукати е една от водещите компании в световния мотоспорт, постигнала значителни успехи и в производството на състезателни мотоциклети.

## История на фирмата

### Собственост
Компанията е основана през 1926 г., и до 1950 година е притежавана от семейство Дукати (Бруно Дукати, Адриано Дукати, Марсело Дукати), но в годините е собственост на различни групите и фирми:
- (1926 – 1950) семейство Дукати
- (1950 – 1967) правителствено IRI управление

През 1953 г. компанията се разделя на Дукати Механика (вече се нарича Дукати Мотор) и Дукати Електроника (вече се нарича Дукати Енергия)
- (1967 – 1978) правителствено EFIM управление (контрол над ежедневното операции на фабриката)

- - (1967 – 1973), компанията е ръководена от Джузепе Монтано[3]
  - (1973 – 1978), компанията е ръководена от Кристиано де Екер[4]

- (1978 – 1985) собственост на „VM Group“
- (1985 – 1996) собственост на „Каджива Груп“
- (1996 – 2005) собственост на базираната в САЩ групировка „Texas-Pacific Group“
  - 1996 – 2001 компанията е ръководена от Фредерико Минйоли, който се завръща повторно на поста за периода 2003 – 2007

- (2005 – 2008) собственост на „Investindustrial Holdings SpA“ (става отново притежание на италиански собственици)
- (2008–до наши дни) собственост на италианската частна групировка „Performance Motorcycles SpA“[5]

## Началото
През 1926 година, тримата братя Бруно, Адриано и Марсело Дукати, основават „Societa Scientifica Radio Brevetti Ducati“ в град Болоня, в която да произвеждат електронни лампи, кондензатори и други радио-компоненти, производство което става много успешно и което води до изграждането на нов завод в предградието Борго Пиняле, през 1935 година. Производството продължава и по време на Втората световна война, независимо от това, че фабриката на братя Дукати е мишена за съюзническите бомбардировки.
По същото време малката Торинска фирма „SIATA“ (на италиански: Societa Italiana per Applicazioni Tecniche Auto-Aviatorie), основана от Алдо Фаринели започва разработването на малки двигатели, които да се монтиратна на велосипеди.
Едва месец след освобождаването на Италия от съюзническите войски през 1944 г., „SIATA“ обявява намерението си да продаде тази си разработка, наречена „Cucciolo“ (в превод от италиански – „кученце“, дошъл от специфичния и отличителен звук от изгорелите газове при работа). Първият „Cucciolos“ е достъпен само за монтаж върху стандартен велосипед, от самия купувач, скоро обаче, италиански бизнесмени закупуват няколко двигателя, и предлагат напълно завършен моторизиран велосипед за продажба.
През 1950 г., след продадени повече от 200 000 броя „Cucciolos“, в сътрудничество с фирмата „SIATA“, Дукати предлагат на пазара своя базиран на „Cucciolo“ мотоциклет. Този първи мотоциклет на Дукати, разполага с двигател с обем 60 куб/см. и с тегло под 44 кг, развиващ максимална скорост от 64 км/ч. Дукати скоро се отказва от името „Cucciolo“, и започва да предлага своите мотоциклети с означението 55m и „65TL“.
Когато пазарът изпитва „глад“ за по-мощни мотоциклети, управлението на Дукати решава да реагира, започвайки производството на 65TS и модела „Cruiser“ (четиритактов скутер). Въпреки че е описан като най-интересната нова машина на авто-шоуто в Милано през 1952 г., „Cruiser“ няма голям успех, и само няколко хиляди бройки са произведени за периода от две години, преди модела да бъде спрян от производство.
През 1953 г. управлението на Дукати се разделя на две отделни единици, „Дукати МЕХАНИКА“ и „Дукати ЕЛЕКТРОНИКА“, вкоито да продължат разработките и производството на мотоциклети и електроника. „Дукати ЕЛЕКТРОНИКА“ е преобразувана в „Дукати ЕНЕРГИЯ“ през 80-те години на ХХ век. Д-р Джузепе Монтано поема ръководството на „Дукати МЕХАНИКА“ а заводът в Борго Пиняле е модернизиран с правителствена помощ. До 1954 г., „Дукати МЕХАНИКА“ увеличава производството на мотоциклети до 120 броя на ден.
През 60-те години на ХХ век, Дукати спечелва своето място в историята на мотоциклетизма, като произвежда най-бързият мотоциклет с обем 250 куб/см.- Дукати „Mach 1“.
През 70-те години Дукати започва да произвежда големи мотоциклети с V-образен двигател (т.е. цилиндрите са разположени на 90°).
През 1985 г., друг италиански производител на мотоциклети – Каджива закупува Дукати и планира да произвежда в този завод по-неизвестни модели на Каджива (предимно за пазари извън Италия).
През 1996 г., групировката „Texas Pacific Group“ купува 51% от акциите на дружеството за 325 милиона щ.долара, след което, през 1998 г., изкупува по-голямата част от останалите 49%, ставайки по този начин едноличен собственик на Дукати.
През 1999 г. „Texas Pacific Group“ преименува компанията на „Ducati Motor Holding SpA“. „Texas Pacific Group“ продава над 65% от акциите си в Дукати, оставяйки все пак мажоритарния акционер. През декември 2005 г., Дукати отново става италианска собственост, след продажбата на дяловете на „Texas Pacific Group“ (минус една акция) на „Investindustrial Holdings“, инвестиционен фонд на Карло и Андреа Бономи.

## Дизайн
Дукати е световноизвестна с високо ефективните си мотоциклети, характеризиращи се с голям обем на четиритактовите си L-образни двигатели (L-twin), които са оборудвани с много ефективната система за контрол на клапаните „Desmodromic“, даваща възможност за развиване на изключително високи обороти.
Дукати остава един от водещите производители на мотоциклети днес, най-вече за красивия дизайн на своите машини, но и частично заради „desmodromic“ клапаните, който скоро ще станат навършат 50-години откакто се използват. „Desmodromic“ клапаните се задвиждат прнудително в двете посоки, което за разлика от обикновените клапани които се задвижват в затворено положение от пружина (това се използва в повечето двигатели с вътрешно горене), се задвижват от възвратен механизъм и пружина (виж схемата). Това дава възможност за развиване на много по-високи обороти на двигателите на Дукати, по-бързо и без риск от така нареченият „флоутинг“, което води до загуба на мощност, което се получава при използването на „пасивни“ механизми за затваряне.
Докато повечето други производители използват „мокри съединители“ (въртящите му части се къпят в масло), Дукати използват в своите машини многодисков „сух съединител“. Сухият съединител елиминира загубата на мощност.

## Участия и титли в мотоспорта

### MotoGP
| Година        | Шампион       | Мотоциклет             |
| ------------- | ------------- | ---------------------- |
| MotoGP – 2007 | Кейси Стоунър | Дукати Desmosedici GP7 |

### Супербайк шампионат
| Година         | Шампион         | Мотоциклет  |
| -------------- | --------------- | ----------- |
| Супербайк-1990 | Раймонд Рош     | Дукати 851  |
| Супербайк-1991 | Дъг Полен       | Дукати 888  |
| Супербайк-1992 | Дъг Полен       | Дукати 888  |
| Супербайк-1994 | Карл Фогарти    | Дукати 916  |
| Супербайк-1995 | Карл Фогарти    | Дукати 916  |
| Супербайк-1996 | Трой Корсър     | Дукати 916  |
| Супербайк-1998 | Карл Фогарти    | Дукати 916  |
| Супербайк-1999 | Карл Фогарти    | Дукати 996  |
| Супербайк-2001 | Трой Бейлис     | Дукати 996  |
| Супербайк-2003 | Нийл Ходжсън    | Дукати 999  |
| Супербайк-2004 | Джеймс Туселанд | Дукати 999  |
| Супербайк-2006 | Трой Бейлис     | Дукати 999  |
| Супербайк-2008 | Трой Бейлис     | Дукати 1098 |